# الاستيلاء على الخبز (كتاب)
الاستيلاء على الخبز هو كتاب للشيوعي اللاسلطوي بيوتر كروبوتكين. كتب أصلا باللغة الفرنسية. نشر أول مرة في باريس العام 1892. في هذا العمل، يضع كروبوتكين نقاطا رأى فيها أنها عيوب النظامين الاقتصاديين الإقطاعي والرأسمالي، وكيف أنه يعتقد بأنهما سببا في المجاعة والندرة، بالرغم من وجود أوقات وفرة بفضل وجود التكنولوجيا، ولكن هذا يعود إلى الامتياز كما يوضح. ويقترح كبديل نظاما اقتصاديا لامركزيا يقود على المعونة المتبادلة والتضامن التطوعي، مؤكدا بوجود مثل هذا النوع من المنظمات، في التطور والمجتمع البشري. كما أنه يتحدث عن الثورة ونزع الملكية حتى لا ينتهيان إلى طريق رجعية.
عام 1886، أفرج عن كروبوتكين بمساعدة بعض البارزين اليساريين والمتعاطفين والمانحين من السجن الفرنسي. خوفاً من الفوضوية التي كانت تجتاح أوروبا بعد اغتيال ألكسندر الثاني ورغبةً في تخصيص المزيد من الوقت لتأليف النظرية والحجة لمن يعتبرون قدوة الثورة، انتقل كروبوتكين إلى لندن في نفس العام.بعد وفاة ميخائيل باكونين عام 1876، أراد الفوضويون باحثاً واضعاً للنظريات لشرح أفكارهم، وبعد انقسام جمعية الشغيلة العالمية بين الماركسية والفوضويين، أراد كروبوتكين توضيح الشيوعية اللاسلطوية رسمياً بطريقة توضّح الفرق بين الفوضويين والماركسية، ولتصحيح ما رأى أنها عيوباً في أيديولوجية اللاسلطوية الجماعية التي وضعها باكونين. لهذا الهدف، قضى كروبوتكين قدراً كبيراً من الوقت في لندن في كتابة العديد من الكتب والكتيّبات، تخللتها جولاته الدولية إلى الولايات المتحدة وكندا. خلال هذه الفترة من الإنتاج الأدبي السريع، كتب كروبوتكين «غزو الخبز» الذي أصبح أكثر محاولاته المعروفة لتفسير الأجزاء الأساسية للشيوعية اللاسلطوية بشكلٍ منهجي.
كتب كروبوتكين النص في الأصل باللغة الفرنسية، ونشره في المجلة الفرنسية لو ريفولت، حيث عمل فيها أيضاً كمحرر أساسي. بعد نشر الكتاب في فرنسا، نشر كروبوتكين نسخة متسلسلة باللغة الإنجليزية في جريدة الحرية اللندنية التابعة للفوضويين. جُمع الكتاب لاحقاً ونشر ككتاب في فرنسا عام 1892 وفي إنجلترا عام 1907..
كان نشر النص يُعتبر لحظةً فاصلةً في تاريخ الفوضويين، ذلك أنه كانت المرة الأولى التي يتوافر فيها للعامّة عمل نظريّ متعمّق لنظرية الفوضويين الشيوعيين.. حوّل نشر النص تركيز اللاسلطوية من نزعة لاسلطوية فردية ولاسلطوية جماعية إلى ميولٍ لاسلطوية اشتراكية وشيوعية لاسلطوية. من شأن هذا التحوّل أن يكون واحداً من أكثر التغيّرات ديمومة واستمراريةً في تاريخ الفوضوية، حيث تطورت الفوضوية خلال القرن العشرين، حيث كان كروبوتكين و«غزو الخبز» مرجعان ثابتان.

## وصلات خارجية
- الاستيلاء على الخبز على موقع الموسوعة البريطانية (الإنجليزية)

الكتاب باللغة الإنكليزية 